# Церковь Успения Пресвятой Богородицы (Мелётово)
Це́рковь Успе́ния Пресвято́й Богоро́дицы — недействующий православный храм в деревне Мелётово Псковской области. Классический, неискажённый образец средневековой архитектуры середины XV века с элементами уникальной живописи. Объект культурного наследия народов России федерального значения, охраняется государством.
Церковь — филиал Псковского государственного историко-архитектурного и художественного музея-заповедника, не действующая, является объектом музейного показа.

## История
Храм был построен в 1462 году по канонам псковской архитектурной школы.
Надпись над западным порталом гласит о том, что заказчиком церкви был посадник Я. И. Кротов. В 1465 году храм по повелению псковских посадников Я. И. Кротова и З. Пучкова был расписан фресками. В конце XVI века пристроен придел, освященный в честь Святителя и Чудотворца Николая. Церковь и придел сложены из плиты, притвор — из кирпича. В 1798 году к притвору на средства помещика села Выголово, прихожан и церкви пристроена кирпичная колокольня с пятью колоколами, самый большой из которых весил 62 пуда.

## Фрески

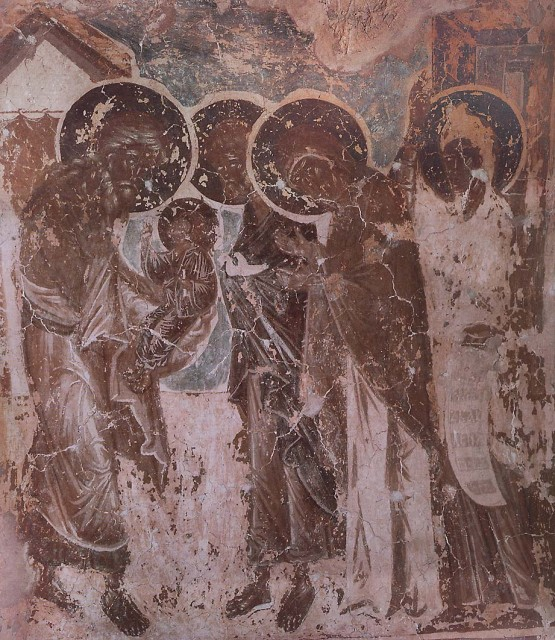
Сретение Господне

В церкви сохранились фрески, выполненные псковскими мастерами в 1465 году по заказу посадников и бояр, «отражающие идеологические и политические тенденции Псковской вечевой республики».
Мелётовские фрески уникальны необычностью приёмов иконографии и манерой исполнения. Ряд сюжетов не имеет аналогов в древнерусском и византийском искусстве. Часть из них заимствована не из Священного Писания, а из псковских летописных сводов. Наиболее известной, вероятно, является композиция с Антом-скоморохом, наказанным за глумление над Богородицей. В одной из сцен она склоняется над шутом, лишившимся рук и ног за хулу в ее адрес. Эту роспись трактуют по-разному, но достоверно известно, что нигде больше в древнерусской живописи подобный сюжет не встречается.

## Реставрационные работы
Реставрационные работы в храме проводилась в 1933, 1949 и 1965—1967 годах. Последние, наиболее капитальные проводились бригадой, возглавляемой Д. Е. Брягиным.
В конце 2016 года памятник XV века был обследован специалистами и в протоколе выездного заседания научно-методического совета Министерства культуры были отмечены разрушения, которые в любой момент могут привести к обрушению церкви, и храм в Мелётово назван «мировым шедевром, который постепенно превращается в национальный позор».
В начале 2017 года для привлечения внимания общества к сохранности мелётовских фресок в Пскове в зале Союза художников была организована выставка копий фресок Успенской церкви, выполненных ещё в 80-е годы профессором Санкт-Петербургской академии художеств, заслуженным художником Александром Крыловым со своими учениками и предоставленных Псковским музеем-заповедником, в чьих фондах они хранятся.
С середины и до конца реставрационного сезона 2017 года в храме выполнялись работы по спасению фресок только на остроаварийных участках, которые до следующего года наверняка не дожили бы. Из-за бюрократических проволочек не прошел конкурс на проведение реставрации самого храма. В начале октября по неизвестным причинам был отменён ряд объявленных в августе-сентябре конкурсов на общую сумму более 1,4 млрд руб., в том числе на разработку научно-проектной документации для проведения ремонтно-реставрационных работ церкви в Мелётове. К концу 2017 года на портале госзакупок уже появилась информация о конкурсе на разработку научно-проектной документации для проведения реставрации на 4 млн руб.
С 2019 года в рамках государственной программы Министерства Культуры РФ в церкви Успения в селе Мелётово ведутся реставрационные работы. С 15 июля по 15 сентября 2022 года частично отреставрированный храм был временно открыт для посещения организованными группами туристов по предварительной записи.